# Stephan Walsleben
Stephan Walsleben (* 1983) ist ein deutscher Karateka.

## Leben
Im Alter von sechs Jahren begann Walsleben 1990 zunächst mit Taekwondo, 1996 wechselte er dann zum Karate und absolvierte 1998 seinen ersten Wettkampf.
Im Jahr 2008 erreichte er Silber im Kumite-Einzel und Team bei der Europameisterschaft der World Karate and Kickboxing Commission (WKC). 2009 wurde er WKC-Weltmeister sowohl im Kumite-Einzel und im Team. Im gleichen Jahr holte er auch Bronze im Kumite-Team bei der Japan Karate Association (JKA) Europameisterschaft. Er war Mitglied der deutschen Nationalmannschaft des Deutschen JKA-Karate Bundes.
Bei der Europameisterschaft 2014 im belgischen Kortrijk erreichte er im Kumite Team den dritten, bei der Weltmeisterschaft 2014 in Tokyo den fünften Platz. 2015 wurde er Vizemeister im Kumite Team sowohl bei der Europameisterschaft in Prag als auch bei der deutschen Meisterschaft in Bochum. 2017 erzielte er die Silbermedaille im Kumite Team bei der Europameisterschaft im niederländischen Sittard. 2018 beendete er seine aktive Beteiligung an Wettkämpfen als Sportler.
2009 durfte sich Walsleben in Anerkennung seines sportlichen Erfolgs als Karateka bei der Weltmeisterschaft in das Goldene Buch der Stadt Magdeburg eintragen.
Er besitzt die Trainer-C-Lizenz für Breitensport des Deutschen Olympischen Sportbunds und ist Trainer des „Hatsuun Jindo“ Karate-Club Magdeburg-Barleben e. V. 
Walsleben legte sein Abitur ab und schlug nach einem Studium die Laufbahn zum Kriminalkommissar beim Landeskriminalamt Sachsen-Anhalt in Magdeburg ein.